# Afabet
Afabet (tigrinya : ኣፍዓበት) est une ville du nord-est de l'Érythrée, capitale du district d'Afabet.
Durant la Guerre d'indépendance de l'Érythrée, la ville a été du 17 au 20 mars 1988 le cadre de la Bataille d'Afabet, une importante victoire du Front populaire de libération de l'Érythrée (EPLF) sur l'armée éthiopienne. Elle est encore aujourd'hui entourée de tranchées, mais a été largement reconstruite.